# 維什內韋 (波洛希區)
47°41′43″N 36°33′46″E / 47.69528°N 36.56278°E
維什內韋（烏克蘭語：Вишневе）是位於烏克蘭東南部的村莊，由扎波羅熱州波洛希區的馬利尼夫卡市鎮負責管轄。該村面積0.38平方公里，海拔高度134米，2001年人口40，人口密度每平方公里106.7人。